# 石坂豊一
石坂 豊一（石坂 豐一、いしさか とよかず、1874年〈明治7年〉5月3日 - 1970年〈昭和45年〉5月5日）は、日本の政治家。位階は従三位、勲等は勲一等。富山市長、衆議院議員（5期）、参議院議員（2期）。

## 経歴
1874年富山県新川郡大崎野村（現・滑川市大崎野）に10人兄弟の末っ子として生まれる。中学進学は家計上困難だったが、姉の力添えで1892年に富山県尋常中学校（現・富山県立富山高等学校）を卒業。同期に山田孝雄。税関監吏補試験に合格して神戸税関に勤務しながら京都の同志社で学ぶ。1897年に中退して帰郷し、郡書記、富山県属、婦負郡長などを務め、上司だった永井金次郎が樺太庁長官に就任したのを機に招聘され、樺太庁長官官房主事兼地方課長を歴任する。
1924年の第15回衆議院議員総選挙に富山1区から立候補して初当選。以来通算5期務める。立憲政友会総務、斎藤内閣文部参与官など務めるが、1942年の翼賛選挙では非推薦となったため落選した。落選後の1944年富山市長に就任。富山空襲からの復興に尽力した。
戦後の1947年の第1回参議院議員通常選挙で富山県選挙区から自由党公認で立候補して当選、2期務めた。1959年に政界から引退する。
1964年4月の春の叙勲で勲二等から勲一等に叙され、瑞宝章を受章する。
1970年5月5日、死去した。96歳没。翌6日、特旨を以て位三級を追陞され、死没日付をもって正五位から従三位に叙され、銀杯一組を賜った。
最高裁判事を務めた石坂修一は息子。孫には工業技術院長の石坂誠一、インテック社長の金岡幸二がいる。